# Brigate Verdi
Brigate verdi (Brigade verte) è una serie televisiva francese in 8 episodi trasmessi per la prima volta nel corso di una sola stagione nel 1985.
È una serie d'avventura incentrata sui casi affrontati dalla squadra speciale delle Brigate Verdi, un team specializzato nel combattere i reati contro la natura e l'ecologia (frodi alimentari, traffico di animali e di rifiuti, ecc.). A capo della squadra vi è il commissario Marc-Antoine Amourdedieu. È basata su un romanzo di Gérard Nery.

## Personaggi e interpreti
- Marc-Antoine Amourdedieu, interpretato da Gilles Ségal.
- Yvonne Dufour, interpretata da Christiane Minazzoli.

## Produzione
La serie fu prodotta da France 3, Sotel, Südwestfunk e Telfrance.

### Registi
Tra i registi sono accreditati:
- Michael Braun
- Gilles Grangier
- Mario Caiano
- Gérard Clément

## Distribuzione
La serie fu trasmessa in Francia dal 16 agosto 1985 al 1985 sulla rete televisiva France 3. In Italia è stata trasmessa con il titolo Brigate verdi.

## Episodi
| Stagione       | Episodi | Prima TV Francia |
| -------------- | ------- | ---------------- |
| Prima stagione | 8       | 1985             |